# Heinrich Neuy

Heinrich Neuy (1995)

Heinrich Neuy (* 27. Juli 1911 in Kevelaer; † 24. März 2003 in Steinfurt) war ein deutscher Maler, Möbeldesigner und Architekt. Seine gestalterische Ausrichtung war geprägt durch die klassische Moderne. Nach einer Tischlerlehre studierte er am Bauhaus in Dessau bei Josef Albers, Wassily Kandinsky und dem Architekten Ludwig Mies van der Rohe.

## Leben und Werk
Nach dem Schulbesuch trat Heinrich Neuy im Jahr 1925 eine Tischlerlehre an. Am Weihnachtsabend bekam er seinen ersten Malkasten und begann, ermuntert durch den Landschaftsmaler Josef Pauels und inspiriert durch eine Bauhaus-Ausstellung im Folkwang-Museum in Essen, mit Landschafts- und Portraitstudien. Nach dem Abschluss seiner Lehre besuchte er in den Jahren von 1928 bis 1930 die Kunstgewerbeschule in Krefeld. Die dort entstandenen Möbel- und Einrichtungsentwürfe zeichnen sich durch klare Funktionalität und Strenge aus. Für besondere Leistungen im Freihandzeichnen erhielt Heinrich Neuy eine Auszeichnung.
Sein Studium setzte er von 1930 bis 1932 am Bauhaus in Dessau fort, u. a. bei den Architekten und Künstlern Wassily Kandinsky, Josef Albers, Hinnerk Scheper, Lilly Reich, Ludwig Hilberseimer, Ludwig Mies van der Rohe. Den Psychologiekurs leitete Karlfried Graf Dürckheim. Aufgrund der sich zuspitzenden politischen Situation ließ sich Heinrich Neuy im März 1932 für ein praktisches Seminar beurlauben, kehrte aber nicht an das im September 1932 geschlossene Bauhaus zurück – das er erst mehr als 50 Jahre später wieder besuchen sollte –, sondern vervollständigte in den Jahren von 1932 bis 1937 seine Tischlerausbildung, übernahm die Tischlerei seines Schwiegervaters und eröffnete ein Geschäft für Möbel und Kunsthandwerk in Borghorst. Erste Erfolge konnte Neuy 1933 mit seiner ersten Möbelausstellung „Modernes Wohnen“ verzeichnen, er erhielt unter anderen Aufträge vom Theater Berlin.
Während des Zweiten Weltkrieges diente er von 1940 bis 1944 als Soldat in der Luftwaffe, geriet in amerikanische Kriegsgefangenschaft und war bis 1946 in vier verschiedenen Lagern interniert. In Wyoming und Nebraska skizzierte er Porträts von Kameraden, die er Jahrzehnte später zu einer Bilderserie mit Köpfen aus geometrischen Mustern verwendete.
Im Jahr 1946 kam Heinrich Neuy in englische Kriegsgefangenschaft. Eine Beinentzündung erforderte seine Einweisung in ein Lazarett. Dank der Begegnung mit einem älteren schottischen Militärarzt, der ihm das entsprechende Material verschaffte, konnte er dort seine Beschäftigung mit der abstrakten Malerei fortsetzen. In dieser Zeit entstanden fünf „Gewitter“-Bilder sowie umfangreiche Zyklen zu den Themen „Lyrik“ und „Freude“. Im Oktober kehrte der Künstler aus der Gefangenschaft nach Borghorst zurück und nahm seine Tätigkeit im Tischlereibetrieb und als ausbildender Meister wieder auf (1947).
Es folgte 1960 die Wiederaufnahme der Ausstellungstätigkeit und die Beschäftigung mit der von ihm entwickelten Beweisenden Malerei, 1970 wurde Neuy in den Welbergener Kreis berufen, ein Jahr später begann er die Arbeit an der Aquarellserie „Architektura“. Ab 1982 arbeitete er mit dem in Borghorst lebenden Komponisten Buster Flood zusammen, der Heinrich Neuys Bilder vertonte, während sich dieser von den Musikstücken zu bildhaften Kompositionen inspirieren ließ. Ab dem Jahr 1987 beschäftigte Heinrich Neuy sich mit dem Zyklus „Klassische Charakterbilder“, 1989 eröffnete er eine eigene Galerie.
1994 war im Bauhaus Dessau die Ausstellung Heinrich Neuy, Malerei und Grafik zu sehen. Anlässlich seines 85. Geburtstages wurde 1996 das von ihm geschaffene Kunstobjekt „Energie, Rechtschaffenheit, Aktivität“, eine Variante des Bauhauses-Signets, eingeweiht.
Heinrich Neuy starb 2003 im Alter von 91 Jahren in Borghorst. Zwei Jahre später wurde in seiner Geburtsstadt Kevelaer der als gemeinnützig anerkannte Neuy-Kunst-Verein gegründet.

## Museum

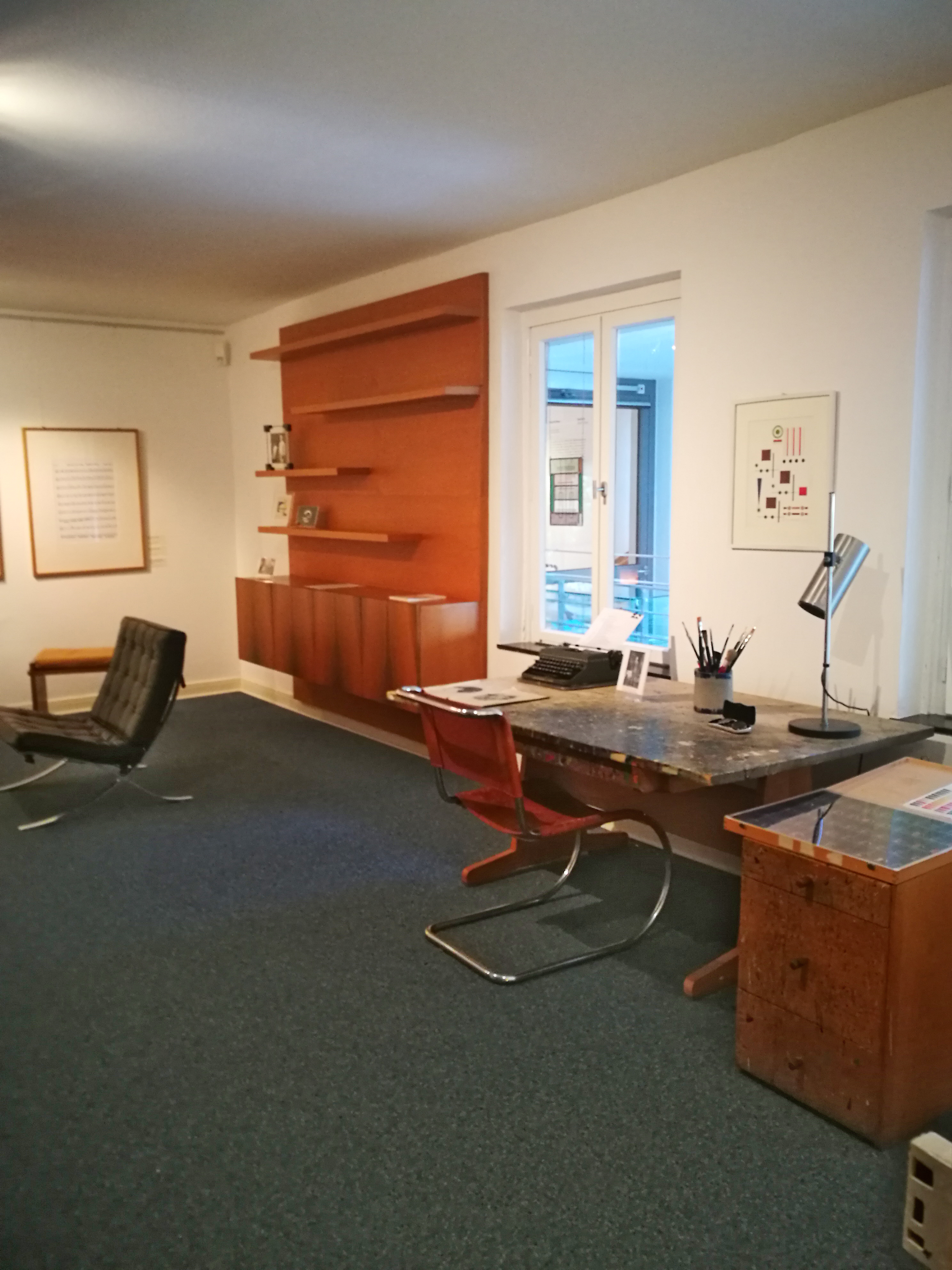
Arbeitszimmer Heinrich Neuys im Museum

Am 2. Juni 2011 wurde im Steinfurter Ortsteil Borghorst das Heinrich-Neuy-Bauhaus-Museum mit Werken des Künstlers eröffnet. Es befindet sich im Stiftskurienhaus des im Jahre 1811 aufgelösten Kanonissen- und Damenstifts Borghorst, wo auch dessen Buchbestände untergebracht sind, nachdem sie von der Universitäts- und Landesbibliothek Münster erschlossen und konserviert worden waren.

## Auszeichnungen und Ehrungen
- 1991: Kulturpreis der Stadt Steinfurt
- 1996: Kulturpreis des Kreises Steinfurt
- 2001: Benennung einer Grundschule in Trägerschaft der Stadt Steinfurt als Heinrich-Neuy-Schule
- 2011: Eröffnung des Heinrich-Neuy-Bauhaus-Museums als erstes Bauhaus-Museum in Nordrhein-Westfalen